# Laguna Guachuna
El lago Guachuna es un gran lago de agua dulce amazónica de Bolivia ubicado en la provincia de Yacuma en el departamento del Beni, se encuentra a una altitud de 150 metros sobre el nivel del mar con unas dimensiones de 20,12 kilómetros de largo por 8,70 kilómetros de ancho y una superficie de 102,8 km², se encuentra en una zona de grandes lagos y lagunas entre los más importantes el Lago Rogaguado y Huaytunas.
La laguna tiene un perímetro costero de 60 kilómetros.